# Travassosula subfumata
Travassosula subfumata är en fjärilsart som beskrevs av William Schaus 1921. Travassosula subfumata ingår i släktet Travassosula och familjen påfågelsspinnare. Inga underarter finns listade i Catalogue of Life.